# HED метеорити
HED метеоритите (Метеорити от Веста) са клан, принадлежащ към клас Ахондрити. Наименованието HED идва от съкращението на трите основни групи в тях – Хауардити – Еукрити – Диогенити. Това са каменни метеорити, които като всички ахондрити не притежават хондрули, което е един от начините за различаването им от класа Хондрити. Намерени са около 200 HED метеорити и те съставляват най-големият набор от земни корови магмени скали от тяло, различно от Земята и Луната.
Метеоритите HED традиционно са класифицирани в една група, защото има сериозни доказателства, че те произхождат от едно и също астероидно родителско тяло. Тези доказателства включват техните почти идентични изотопни състави на кислорода, прилики в съотношенията на Fe/Mn и на пироксените. Друго доказателство е появата на полимиктови брекчи, състоящи се от материали от еукритен и диогенитен произход (напр. хауардитите), и съществуването на скали, междинни между диогенити и кумулативни еукрити.

## Произход
Преди време се е смятало, че HED метеоритите са свързани с тези от Марс и установяването, че те идват от различно родителско тяло, изяснява значително проблема с техния произход. По същия начин някога се е приемало, че вероятен източник на тези метеорити е Луната, докато мисиите Аполо не донасят лунни проби. Тези асоциации са се приемали за възможни, тъй като родителското тяло на HED е признато за базалтово и бедно на летливи вещества.
Хипотезата за произхода им от 4 Веста е в съответствие с текущите наблюдения от мисията на космическия апарат Дон през 2007 г. Този консенсус е генериран чрез десетилетия проучвания, обхващащи геохимия, астрономия, динамика и геофизика на Веста и тази група метеорити. Изследванията показват, че и трите вида HED метеорити са се формирали в един и същи времеви отрязък и различията им се дължат на различните геоложки истории на основната скала. Освен това, при сравняване на спектрите на отражение на тези метеорити със спектрите на астероидите се оказва, че най-вероятно те водят произхода си от Веста. Затова понякога метеоритите от тази група се наричат „Метеорити от Веста“.
Произходът на тези метеорити е вероятно също толкова сложен, колкото и историята на самия астероид Веста, който е вероятното родителско тяло на HED метеоритите. Данни от кислородните изотопни състави и съдържанието на сидерофилни елементи благоприятстват модел на екстензивно топене на астероида, при което се образува глобален магмен океан, който бързо (за период от няколко години) се охлажда и кристализира, за да се получи метална сърцевина, богата на оливин мантия, богата на ортопироксен долна кора и базалтова горна кора.
След формирането си преди около 4,5 милиарда години, в големия астероид се образува никел-желязно ядро, обвито от вулканичен материал във вид на мантия и кора. Така се появява т.нар. диференцирано тяло. След около 150 милиона години Веста се охлажда до такава степен, че кратката вулканична фаза приключва. Ядрото от скали и метал започва да се втвърдява изключително бавно. Малко по-късно Веста, чийто диаметър е около 576 км, претърпява масивен сблъсък, който изравя 450-километров кратер близо до южния и полюс, обхващащ значителни части от астероида. Кратерът ясно се различава при наблюдение от телескопа Хъбъл. Спектроскопските измервания установяват плитка абсорбция, приписвана на хидратирани минерали. Предполага се, че те може да са били доставени чрез удари с хондрити от група С, каквито се наблюдават при някои HED брекчи.
По време на тази катастрофа от Веста са изхвърлени множество малки и средни тела, кръстени от науката „Вестоиди“, които са малки астероиди с диаметър под 10 км, динамично свързани с Веста, а други са се разпръснали на по-големи разстояния. Кратерът на Веста е толкова огромен, а гравитационното привличане толкова слабо, че е изхвърлен дори материал от дълбоките му слоеве. В зависимост от дълбочината, от която идват метеоритите, днес те имат различни свойства и образуват трите типа на тези метеорити. Предполага се, че HED метеоритите идват директно от този астероид, или са потомци на Вестоидите.

## Образуване
Съществуват три общи типа литологично разнообразие в клана HED. Първото е породено от процесите на магнитно фракциониране, второто е резултат от термичен метаморфизъм и третото се дължи на причинените от удари промени в кората на Веста.
Съществуват няколко различни модела за обяснение на формирането на HED метеоритите. Според единия от тях тялото на астероид с хондритен състав е напълно разтопено, металното ядро е отделено, а силикатната стопилка се втвърдява чрез фракционна кристализация. Диогенитите кристализират рано, а еукритите се формират от остатъчните течности след настъпването на обширна фракционна кристализация.
Според друг модел еукритите представляват първични частични стопилки върху родителско тяло, което никога не е било напълно разтопено. Има и няколко модела, които са между тези две крайни варианта. Който и модел да е правилен, ясно е, че основният астероид-майка на тези метеорити е бил подложен на сложна магнитна активност. Метаморфизмът на HED метеоритите до голяма степен е свързан с дълбочината, на която се е намирала скалата при удара, въпреки че нагряването от него също може да е изиграло важна роля. Причината за този общ метаморфизъм не е напълно ясна, но може да е резултат от бързо затрупване на ранните базалти под по-късни наслагвания, причинени от висок излив на лавови потоци. Високата скорост на изригване може да е била причина за бързото затрупване, обяснявайки защо е възникнал обширен метаморфизъм в скалите.

## Състав и текстура
Кланът на HED метеоритите съдържа ултрамафични и мафични магмени скали и ударни фрагментирани отломки. Диогенитите са петрологично разнообразни и включват дунитни, харцбургитни и норитни литологични типове в допълнение към традиционните ортопироксенити. Те произхождат от долната част на кора на Веста. Еукритите са габро̀ви скали, образувани от натрупване на пижонит и плагиоклаз от магмата на дълбочина в рамките на кората, докато базалтовите еукрити са разтопени състави, които вероятно представляват дайки, силове и магмени потоци на плитко ниво. Някои базалтови еукрити са по-богати на несъвместими микроелементи в сравнение с повечето еукрити и те могат да представляват смесени стопилки, замърсени с частични стопилки на земната кора. Хауардитите са смес от еукрити, диогенити и хондритни скали.
Наблюдаваната повърхност на Веста е покрита с фрагментирани отломки в резултат на удари, а повечето HED метеорити са брекчирани. Много еукрити и диогенити са мономиктни брекчи, което показва липса на смесване на отделни минерали. Въпреки това, много HED са полимиктни брекчи. Хауардитите са най-добре смесените полимиктни брекчи, но само някои от тях съдържат доказателства за пребиваване в реголита на Веста.
Съотношенията Fe/Mn на пироксените са използвани за разграничаване на HED метеорити от други богати на FeO скали и базалти, съдържащи пироксен и плагиоклаз като лунните и марсиански базалтови метеорити.

## Класификация
За класификацията са използвани композиционните характеристики на метеоритите HED, а също и за по-добро разбиране на произхода на различните групи и подгрупи. Те се делят на три основни групи – еукрити, диогенити и хауардити.

### Еукрити
Това са най-често срещаните ахондрити от клана и са образувани от топенето на хондритите в кората на Веста. Представляват базалти, състоящи се главно от равни количества пироксен и плагиоклаз. Съдържат още пижонит, по-малки количества силициев диоксид, хромит, илменит, фосфати, никел-желязо, троилит и циркон. Образувани са или от лавови потоци, или като интрузии, кристализирали в недрата на астероида. Най-известният представител е метеоритът Милбилили (Millbillillie), открит в Австралия през 1960 г. Делят се на три големи групи – базалтови, кумулативни и полимиктови.
Базалтови (некумулативни) еукрити
Това са обикновено брекчирани еукрити, които са запазили своята магмена текстура и са предимно фино до среднозърнести офитни скали, при които големи, по-късно образувани и по-малко съвършени кристали, обграждат по-малки, рано образувани кристали от други минерали с различна степен на оформеност и различни размери. Базалтовите еукрити са по-финозърнести от кумулативните и се състоят главно от големи кристали на пижонит, които обгръщат плагиоклазовите зърна.
Малките и допълнителните фази, които се срещат предимно между плагиоклаза и пироксена, включват силициев диоксид, хромит, илменит, метал, троилит, фосфати, оливин и рядко циркон. Първоначално са се образували от бързо охладени потоци от повърхностна лава (неуравновесни базалтови еукрити), но повечето впоследствие са метаморфизирани (метаморфизирани базалтови еукрити).
Кумулативни еукрити
Това са предимно небрекчирани еквигрануларни (с еднакъв размер на минералните зърна), едрозърнести габро̀ви скали, които са предимно по-грубозърнести от базалтовите еукрити. Пироксените при тях са нискокалциеви и по-богати на магнезий, а плагиоклазът съдържа повече калций. Представляват базалт, съдържащ пижонит и плагиоклаз, образувани вследствие на кристални натрупвания от базалтови течности. Съдържат още незначителни количества хромит и допълнителен силициев диоксид, фосфат, илменит, метал и троилит.
Полимиктни (полимитални) еукрити
Полимиктните еукрити са брекчи, състоящи се предимно от еукритен материал, който може да съдържа класти на базалтови и/или кумулативни еукрити, както и такива от уравновесени и/или неуравновесени фрагменти. Съдържат също така под 10% от обема си диогенитен компонент под формата на ортопироксен. По-голямата част от полимиктните брекчи имат състав, съответстващ на смеси от еукрити от основната група и диогенити, понякога заедно с малко базалтов еукрит от подгрупата Станерн.

### Диогенити
Диотенитите са богати на едрозърнест ортопироксен, който е обилно натрупан по повърхността на базалтовата магма. Обикновено той е силно брекчиран и раздробен. Диогенитите се състоят предимно от ортопироксен с незначително количество оливин, хромит и плагиоклаз. Авгитът се среща като ламели в нискокалцевия пироксен, образуваи при бавно охлаждане. Присъстват още метал и троилит но в ниски и променливи количества.
Характеризират се с по-големи кристали от еукритите, защото са образувани при бавното охлаждане на базалтовата стопилка в подземни магмени камери, така че малките кристали от пироксен успяват да пораснат. По тази причина се предполага, че произхождат от по-големи дълбочини отколкото еукритите. Наречени са на Диоген от Аполония, който пръв предполага извънземен произход на метеоритите.
Класификацията им според структурата ги разделя на две големи групи – брекчирани и небрекчирани:
Брекчирани диогенити
Брекчираните диогенити са мономиктни (от един минерал) брекчи, съставени от пироксен и пироксенитови фрагменти, циментирани в маса от малки пироксенови частици. Типичният брекчиран ортопироксенитен диогенит е съставен от груби ортопироксенови класти с размер до 5 см, разпръснати из финозърнеста фрагментарна матрица от ортопироксен.
Небрекчирани диогенити
Някои от небрекчираните диогенити имат едрозърнеста (до 6 мм) магмена структура. Освен основния пироксен, допълнителните минерали, които съдържат, са плагиоклаз и оливин. Други се отличават с добре запазена кумулативна структура и зонален състав на пироксена, оливина и хромита. Имат среднозърнеста гранобластна структура и могат да представляват прекристализирали финозърнести ортопироксенови брекчи.
Друга класификация ги разделя според съдържанието им на оливин:
- Оливиносъдържащи – 1 – 5% оливин
- Диогенити, богати на оливин – съдържание на оливин 5 – 30%. По време на създаване на класификацията такива все още не са били открити.
- Оливинови диогенити – перидотитни скали със съдържание на оливин над 30% от обема им.[8]

### Хауардити
Тези каменни метеорити са кръстени на Едуард Чарлз Хауърд, британски изследовател на метеорити от 18 и 19 век. Това са сложни брекчи, образувани при удар върху повърхността на родителското тяло, съдържащи еукрити, диогенити и някои хондритни материали. Освен това техните финозърнести, кластични матрици се отличават с високо съдържание на имплантирани от слънчевия вятър благородни газове.
Хауардитите са типични реголити – хаотично изглеждаща смес от отломки от вулканични скали, която се е натрупала и втвърдила на повърхността на астероида и впоследствие е химически променена от космическите лъчи. Изхвърлената при сблъсък и повторно натрупана кора на Веста може да обясни химическото и текстурно разнообразие, запазено в полимиктните еукрити и хауардитите. Състоят се предимно от еукритен и диогенитен материал, който обхваща над 10% от обема им. Съдържат още ортопироксен, както и малко оливин, изобилие от ударни стопилки и фрагменти от брекчи, а понякога и въглеродни хондритни ксенолити.